# 九坑河水库
九坑河水库是中国广东省肇庆市高要市境内的一座水库，位于西江上，建于1960年。水库正常库容为3010万立方米，平均水深为11.22米，集雨面积为145平方千米，海拔为34米。